# Jay Kogen
Jay Kogen (* 3. Mai 1963 in Brooklyn, New York City) ist ein US-amerikanischer Comedy-Autor und Sohn des Mad-Autors Arnie Kogen. 
Kogen schrieb unter anderem für die Fernsehserien Tracey Ullman Show, Frasier, Alle lieben Raymond, George Lopez, Malcolm mittendrin und gemeinsam mit dem Autor Wallace Wolodarsky für die Serie Die Simpsons. Er verfasste die Drehbücher zu den Filmen Ein Killer kommt selten allein und Nobody's Perfect. 
Kogen ist auch als Regisseur und Produzent tätig, unter anderem für die Serie Troop – Die Monsterjäger.
Derzeit wohnt er mit seiner Frau Brown Kogen und seinem Sohn in Los Angeles.